# Hamerský potok
Le Hamerský potok est une rivière de Tchéquie d'une longueur de 46,3 km qui coule dans les régions de Vysočina et de Bohême-du-Sud. Elle est un affluent de la Nežárka dans le bassin de l'Elbe.